# 柳江道
柳江道，中华民国初期设置的道。
1913年2月改柳州府置柳江道，治马平县（今广西柳州市）。属广西省。辖境约当今广西壮族自治区南丹、河池、宜山以东，三江、融安、鹿寨（西南部）、象州等市县以西，忻城、合山、来宾等市县以北地区。1914年6月袭置柳江道，治所、辖县不变。1924年，由南丹土州辖地设置南丹县。1928年废除。